# Obsessed by Cruelty
Obsessed by Cruelty là album phòng thu đầu tay của ban nhạc thrash metal người Đức Sodom, phát hành năm 1986. Album này gồm có hai phiên bản khác nhau, một tại châu Âu (phát hành bởi Steamhammer) và một tại Hoa Kỳ (phát hành bởi Metal Blade Records).

## Phát hành
Ban nhạc phải thu âm album hai lần vì hãng đĩa của họ không hài lòng với kết quả đầu tiên. Phiên bản thứ nhất được thu âm ở Berlin, qua phát hành dưới dạng đĩa than bởi Metal Blade Records tại Hoa Kỳ năm 1986. Phiên bản thứ hai được thu âm tại Nuremberg, và ra mắt bởi Steamhammer Records tại Đức cùng năm đó. Theo Tom Angelripper, bản thu đầu "hoàn toàn khác biệt" bản thu hai; phần guitar trong ca khúc "After the Deluge" do Uwe Christophers thực hiện thay vì Destructor.

## Tái phát hành
Obsessed by Cruelty được tái phát hành cùng In the Sign of Evil năm 1988.

## Ảnh hưởng
Album có ảnh hưởng lớn lên thể loại black metal khi đó đang phát triển. Tay guitar Euronymous của Mayhem mô tả những nhạc phẩm đầu tiên của Sodom và Destruction là "những kiệt tác của black stinking metal". Hãng đĩa Deathlike Silence Productions cũng được đặt theo tên ca khúc thứ hai trong album.

## Danh sách ca khúc
Toàn bộ nhạc phẩm được sáng tác bởi Sodom (Chris Witchhunter, Michael Wulf, Tom Angelripper, Uwe Christophers).
Phiên bản Hoa Kỳ
| Obsessed | Obsessed               | Obsessed   |
| STT      | Nhan đề                | Thời lượng |
| -------- | ---------------------- | ---------- |
| 1.       | "Intro"                | 1:53       |
| 2.       | "Deathlike Silence"    | 5:06       |
| 3.       | "Brandish the Sceptre" | 2:56       |
| 4.       | "Proselytism Real"     | 3:31       |
| 5.       | "Equinox"              | 3:32       |

| Cruelty          | Cruelty                    | Cruelty    |
| STT              | Nhan đề                    | Thời lượng |
| ---------------- | -------------------------- | ---------- |
| 6.               | "Obsessed by Cruelty"      | 5:47       |
| 7.               | "Fall of Majesty Town"     | 4:01       |
| 8.               | "Nuctemeron"               | 3:00       |
| 9.               | "Pretenders to the Throne" | 2:39       |
| 10.              | "Witchhammer"              | 2:02       |
| 11.              | "Volcanic Slut"            | 3:21       |
| Tổng thời lượng: | Tổng thời lượng:           | 37:48      |

Phiên bản châu Âu
| Mặt một | Mặt một                  | Mặt một    |
| STT     | Nhan đề                  | Thời lượng |
| ------- | ------------------------ | ---------- |
| 1.      | "Intro (The Rebirth...)" | 0:56       |
| 2.      | "Deathlike Silence"      | 5:18       |
| 3.      | "Brandish the Sceptre"   | 2:56       |
| 4.      | "Proselytism Real"       | 3:25       |
| 5.      | "Equinox"                | 3:36       |
| 6.      | "After the Deluge"       | 4:54       |

| Mặt hai          | Mặt hai                    | Mặt hai    |
| STT              | Nhan đề                    | Thời lượng |
| ---------------- | -------------------------- | ---------- |
| 7.               | "Obsessed by Cruelty"      | 5:05       |
| 8.               | "Fall of Majesty Town"     | 4:04       |
| 9.               | "Nuctemeron"               | 3:02       |
| 10.              | "Pretenders to the Throne" | 2:37       |
| 11.              | "Witchhammer"              | 1:36       |
| 12.              | "Volcanic Slut"            | 2:58       |
| Tổng thời lượng: | Tổng thời lượng:           | 40:27      |

## Thành phần tham gia
Sodom
- Angel Ripper – vocal, guitar bass
- Destructor – guitar
- Assator (Uwe Christophers) – guitar ("After the Deluge")
- Witchhunter – trống

Sản xuất
- Bobby Bachinger – kỹ thuật